# Alasenvaara
Alasenvaara is een beek, die stroomt in de Zweedse  provincie Norrbottens län. De Alasenvaara ontstaat als afwateringsriviertje, stroomt naar het zuidoosten en stroomt ten noorden van Juoksengi de Torne in. Ze is ongeveer 2 kilometer lang.